# Чарльз Стросс
тЧарльз Дéвід Джордж «Чáрлі» Стросс (англ. Charles David George “Charlie” Stross; нар. 18 жовтня 1964) — британський письменник-фантаст, автор довгої і короткої жанрової прози, відзначеної низкою профільних нагород і регулярно згадуваної в списках номінантів на різноманітні галузеві премії.
Чарльза Стросса часто називають одним із найяскравіших представників нового покоління британських фантастів, до котрого також зараховують Еластера Рейнольдза, Мак-Леода, Ліз Вільямз і Річарда Морґана. Серед авторів, які справили значний вплив на стиль і манеру письма Ч. Стросса, називають американських фантастів Ніла Стівенсона, Вернора Вінджі, Вільяма Ґібсона і Брюса Стерлінґа, а також письменників минулих поколінь, майстра жахів Г. Ф. Лавкрафта, Роджера Желязного та Роберта Е. Гайнлайна.

## Біографія
Чарльз Стросс народився 18 жовтня 1964 року у м. Лідс (Англія, Велика Британія).

Вищу освіту отримав у Лондоні, здобувши спеціальність фармацевта, яку згодом мусив покинути через те, що 
|  | фармакологія – фах, який, на мою думку, вимагає від професіонала либонь цілковитої відсутності уяви, либонь здатності відсторонюватися від життя, що для мене є неприйнятним. Скажімо, якщо ви на 99,9 % точні в своїх діях, то, можливо, вбиватимете лиш одного – двох людей на рік, а ще десятьох – двадцятьох будете серйозно калічити. І ви майже ніколи не знатимете, кого саме |

.
У 70 — 80-их рр. ХХ ст. почав публікувати статті на тематику рольових ігор, таких як «Підземелля і дракони» (англ. Dungeons & Dragons) в часописі «Вайт дворф» (англ. White Dwarf).
У 1989—1990 рр. здобув другу вищу освіту за спрямуванням «Комп'ютерні науки», після чого став працювати програмістом (зокрема займався комп'ютерною графікою, програмуванням в ОС Unix, а також працював провідним програмістом крупної британської Інтернет-компанії «ДейтаКеш») і водночас був позаштатним журналістом часопису «Комп'ютер шоппер» (англ. Computer Shopper), що спеціалізується на інформаційних технологіях. Із 2000 року займається виключно письменницькою діяльністю.
Постійно проживає у м. Единбурґ (Шотландія). Одружений із дизайнеркою Фéораґ Нік-Брайд (англ. Feorag NicBridhe).

## Творчість
Писати і продавати фантастику Чарльз Стросс почав наприкінці 80-их рр. ХХ ст., хоча, за власними словами, 
|  | хотів стати фантастом із шести років. На превелике диво, це бажання ніхто не збирався якось лікувати, аж поки не стало занадто пізно. |

 Перше його оповідання «Хлопчаки» (англ. The Boys) з'явилося друком у часопису «Інтерзоун» (англ. Interzone) у 1987 р.
До початку 2000-их рр. творчий доробок письменника складався переважно з оповідань та новел, які публікувалися в періодичних виданнях. Згодом значна їхня кількість вийшла окремою збіркою «Грінка» (англ. Toast: And Other Rusted Futures, 2002). Варто зауважити, що деякі короткі твори Чарльза Стросса пізніше стають прелюдіями до крупніших книг чи циклів (так сталося з повістю «Ще холодніша війна» (англ. A Colder War, 2000), що, власне, розпочала цикл про «Пральню»), або, взагалі, із них повністю компонується майбутній довгий твір, як було із циклом повістей «Ачелерандо» (англ. Accelerando, 2001 — 2004), із котрих було утворено однойменний роман. Нині письменник працює над своєю другою збіркою короткої прози, яка носитиме назву «Бездротовий зв'язок» (англ. Wireless) і має вийти влітку 2009 р.

### «Пральня»
Першим надрукованим романом Чарльза Стросса став «Бузувірський архів» (англ. The Atrocity Archive, 2001), яким було розпочату т. зв. серію «Пральня» (англ. Laundry), пізніше продовжену повістю «Бетонні джунглі» (англ. The Concrete Jungle, 2004; премія «Г'юґо» — 2005), романом «Архів Дженніфер» (англ. The Jennifer Morgue, 2006) і новелою «Пімпф» (англ. Pimpf, 2006). Обидва романи об'єднуються в дилогію «На окультній службі Її Величності» (англ. On Her Majesty’s Occult Service).
Всесвіт романів про «Пральню», секретну британську спецслужбу, яка перешкоджає істотам із паралельних світів втручатися в життя уряду й країни, і їх головний герой — програміст Боб Говард — штроссівська данина поширеному в англо-американській фантастичній літературі архетипу лавкрафтівських жахів, т. зв. «Лавкрафтіані» і пантеону містичних істот, складеному самим американським письменником Говардом Філліпсом Лавкрафтом (1890 — 1937), відомому як «міфос Ктулгу» (англ. Cthulhu Mythos). Крім того, всі романи цієї серії задумані як наслідування популярних шпигунських детективів британських авторів. Так, «Бузувірський архів» обіграє манеру письма Лена Дейтона (н. 1929 р.), а «Архів Дженніфер» — Яна Флемінґа (1908 — 1964).
Зараз Чарльз Стросс працює над третім романом серії, що має називатися «Меморандум Фуллера» (англ. The Fuller Memorandum), і запланований він як імітація манери Ентоні Прайса (н. 1928 р.).

### «Есхатон»
«Есхатон» (англ. Eschaton) — цикл, творів, задуманий як кардинальне переосмислення відомого фантастичного жанру «космічної опери», був розпочатий романом «Небо синґулярності» (англ. Singularity Sky, 2003) і продовжений його сиквелом «Залізний світанок» (англ. Iron Sunrise, 2004). За аналогією з «Пральнею» обидва твори інколи об'єднуються в дилогію «Часоподібна дипломатія» (англ. Timelike Diplomacy).
Події в романах відбуваються у світі після технологічної синґулярності, коли людський рід довільно поширився по всій Галактиці, однак мусить при цьому змагатися з надмогутнім штучним інтелектом, який називає себе Есхатоном.

### «Князі торгівлі»
Єдина повноцінна серія творів Чарльза Стросса, в якій обіграються мотиви фентезі та альтернативної історії, присвячена пригодам журналістки Міріам Бекштайн, яка потрапляє в паралельний світ, де її велика родина стала можновладною. Цей світ відповідає періоду земної історії, відомому як Темні віки, однак його мешканці здатні здійснювати подорожі до нашого світу, з яким ведуть негласну експортно-імпортну торгівлю, чим привносять відчутні зміни в стиль життя власної Землі.
Станом на літо 2008 р. цикл складається із чотирьох романів: «Сімейна справа» (англ. The Family Trade, 2004), «Потаємна родина» (англ. The Hidden Family, 2005), «Корпорація „Клан“» (англ. The Clan Corporate, 2005), «Війна торговців» (англ. The Merchants’ War, 2007), «Бізнес на революції» (англ. The Revolution Business, 2009). У 2007 р. перші три книги сукупно були удостоєні премії «Сайдвайз», яка вручається найкращим творам у жанрі альтернативної історії.
За інформацією Чарльза Стросса, нині в процесі підготовки наступна книга циклу — «Заняття королев» (англ. The Trade of Queens).

### Окремі твори
Одним із найуспішніших творів Ч. Стросса є роман «Ачелерандо» (англ. Accelerando, 2005), який у 2006 р. було номіновано на 5 премій: «Г'юґо», Кемпбелла, Кларка, Британського товариства наукової фантастики і часопису «Локус». Книга розповідає про життя проблемної родини в часи кардинальних технологічних змін, які радикально міняють вигляд людського суспільства і його життя в часи технологічної синґулярності та після неї, перетворюючи їх таким чином на постлюдей — наступну еволюційну ланку Homo sapiens sapiens. Особливістю маркетинґу роману стало те, що він водночас був видрукований книгою і відкритий у вільний доступ у мережі Інтернет. Один із наступних творів письменника — роман «Скляний дім» (англ. Glasshouse, 2007) — також ґрунтується на всесвіті, описаному в «Ачелерандо».
Останні станом на літо 2008 р. твори Чарльза Стросса — романи «Простій» (англ. Halting State, 2007) і «Діти Сатурна» (англ. Saturn’s Children, 2008). Перший є фантастичним романом-трилером, дії якого розгортаються в близькому майбутньому і розповідають про розслідування віртуального пограбування компанії, що розробляє ролеву он-лайнову гру. (Для роману вже заплановано продовження «419», вихід якого очікується у 2010 р.)
«Діти Сатурна» — чергова космічна опера, написана як данина пізній творчості Роберта Гайнлайна і яку інколи помилково називають продовженням «Залізного світанку». В романі розповідається про злигодні робота-ґейші Фрейї Накамуті-47, яка вступила в дію після вимирання людського виду.

### Романи
- «Піддослідна мавпочка» (англ. Scratch Monkey, 1988 — 1993) — роман ніколи не друкувався і оприлюднений лише в електронному варіанті;
- «Бузувірський архів» (англ. The Atrocity Archive // Spectrum SF. — 2001. — No 7-9.);
- «Небо сингулярності»[5] (англ. Singularity Sky. — NY: Ace Books, 2003. — 320 p.);
- «Залізний світанок» (англ. Iron Sunrise. — NY: Ace Books, 2004. — 368 p.);
- «Сімейний бізнес» (англ. The Family Trade. — NY: Tor Books, 2004. — 304 p.);
- «Потаємна родина» (англ. The Hidden Family. — NY: Tor Books, 2005. — 304 p.);
- «Ачелерандо[en]» (англ. Accelerando. — NY: Ace Books, 2005. — 390 p.);
- «Корпорація „Клан“» (англ. The Clan Corporate. — NY: Tor Books, 2005. — 320 p.);
- «Архів Дженніфер» (англ. The Jennifer Morgue. — NY: Golden Gryphon Press, 2006. —);
- «Скляний дім» (англ. Glasshouse. — NY: Ace Books, 2007. — 335 p.);
- «Простій» (англ. Halting State. — NY: Ace Books, 2007. — 351 p.);
- «Війна торговців» (англ. The Merchants’ War. — NY: Tor Books, 2007. — 336 p.);
- «Діти Сатурна» (англ. Saturn’s Children. — NY: Ace Books, 2008. — 336 p.).
- «Бізнес на революції» (англ. The Revolution Business. — NY: Tor Books, 2009. — 320 p.)

### Збірки
- «Грінка» (англ. Toast: And Other Rusted Futures. — Cosmos Books, 2002. — 188 p.):
  - «Антитіла» (англ. Antibodies);
  - «Пастка на ведмедя» (англ. Bear Trap);
  - «Ще холодніша війна» (англ. A Colder War);
  - «Грінка: шахрайський рапорт» (англ. TOAST: A Con Report);
  - «Фрагменти клубного щоденника» (англ. Extracts from the Club Diary);
  - «Хлопчик і його бог» (англ. A Boy and His God);
  - «Корабель дурнів» (англ. Ship of Fools);
  - «Дехлорування модератора» (англ. Dechlorinating the Moderator);
  - «Жовтий сніг» (англ. Yellow Snow);
  - «Старший брат залізо» (англ. Big Brother Iron).

### Коротка проза
- «Хлопчаки» (англ. The Boys // Interzone. — 1987. — Winter (# 22). — PP. 23—29.);
- «Під час сну» (англ. In the Dream Time // Interzone. — 1988. — Nov / Dec (# 26). — PP. 48—49.);
- «Батьки й діти» (англ. Generation Gap // Interzone. — 1989. — Sep / Oct (# 31). — PP, — 37 — 39.);
- «Грабіжники і небіжчики» (англ. The Reavers and the Dead // The Laughter of Dark Gods / Ed. by David Pringle, 1989. — PP. 29—49);
- «Монастир смерті» (англ. Monastery of Death // Deathwing / Ed. by Neil Jones & David Pringle, 1990. — PP. 245—265.);
- «Жовтий сніг» (англ. Yellow Snow // Interzone. — 1990. — July (# 37).);
- «Трохи солодкого» (англ. Something Sweet // New Worlds / Ed. by David Garnett, 1991. — PP. 183—221.) — написано в співавторстві з Саймоном Інґзом (англ. Simon D. Ings);
- «SEAQ and Destroy» // There Won't Be War / Ed. by Harry Harrison & Bruce McAllister. — NY: Tor Books, 1991. — PP. 57—78.);
- «The Midlist Bombers» // Fairpoint. — 1991. — # 4.);
- «Ніч екзамену» (англ. Examination Night // Villains! / Ed. by Mary Gentle & Roz Kaveney. — Roc, 1992);
- «Давнішні дні» (англ. Ancient of Days // The Weerde: Book 1 / Ed. by Mary Gentle & Roz Kaveney. — Roc UK, 1992. — PP. 315—361);
- «Стиль Тарковського» (англ. Tarkovsky's Cut // New Worlds 3 / Ed. by David Garnett. NY: Gollancz, 1993. — PP. 105—125.) — написано в співавторстві з Саймоном Інґзом;
- «Червоний, гарячий і темний» (англ. Red, Hot and Dark // The Weerde: Book 2 / Ed. by Mary Gentle & Roz Kaveney. — Roc UK, 1993. — PP. 351—385.);
- «Корабель дурнів» (англ. Ship of Fools // Interzone. — 1995. — Aug.);
- «Дехлорування модератора» (англ. Dechlorinating the Moderator // Interzone. — 1996. — March (# 105). — PP. 54—59.);
- «Хлопчик і його бог» (англ. A Boy and His God // Odyssey. — 1998. — Jan / Feb (# 1). — PP. 55.);
- «Фрагменти клубного щоденника» (англ. Extracts from the Club Diary Odyssey. — 1998.);
- «Грінка: шахрайський рапорт»  (англ. Toast: A Con Report // Interzone. — 1998. — Aug. — PP. 39—45.);
- «Пастка на ведмедя» (англ. Bear Trap // Infinity Plus Two / Ed. by Keith Brooke & Nick Gevers. — PS Publishing, 2000. — PP. 139—163.);
- «Антитіла» (англ. Antibodies // Interzone. — 2000. — July (# 157).);
- «Ще холодніша війна» (англ. A Colder War // Spectrum SF. — 2000. — Summer (# 3).);
- «Лангусти» (англ. Lobsters // Asimov's Science Fiction. — 2001. — June.);
- «Трубадур» (англ. Troubadour, 2001);
- «Турист» (англ. Tourist, 2002);
- «Гало» (англ. Halo, 2002);
- «Маршрутизатор» (англ. Router, 2002);
- «Послуги присяжних» (англ. Jury Service / SciFiction, 2002) (повість написана в співавторстві з Корі Докторовим);
- «Мандрівна ферма» (англ. Rogue Farm // Live Without a Net / Ed. by Lou Anders, 2003. — PP. 104—120.);
- «Прихід ночі» (англ. Nightfall // Asimov's Science Fiction. — 2003. — Apr. — PP. 10—35.);
- «Куратор» (англ. Curator // Asimov's Science Fiction. — 2003. — Dec. — PP. 100—142.);
- «Квіти від Еліс» (англ. Flowers from Alice // New Voices in Science Fiction / Ed. by Mike Resnick, 2003. — PP. 215—238.) (оповідання написане в співавторстві з Корі Докторовим);
- «Бетонні джунглі» (англ. The Concrete Jungle // The Atrocity Archives. — L.: Golden Gryphon Press, 2004.);
- «Апеляційний суд» (англ. Appeals Court // Argosy. — 2004. — May/June.) (коротка повість написана в співавторстві з Корі Докторовим);
- «Unwirer» // ReVisions / Ed. by Julie E. Czerneda & Isaac Szpindel, 2004. — PP. 233—261. (коротка повість написана в співавторстві з Корі Докторовим);
- «Виборець» (англ. Elector // Asimov's Science Fiction. — 2004. — Sep. — PP. 100—135.);
- «Нащадок» (англ. Survivor // Asimov's Science Fiction. — 2004. — Oct/Nov. — PP. 28—54.);
- «Шанс для сніжки» (англ. Snowball's Chance // Nova Scotia: New Scottish Speculative Fiction / Ed. by Andrew J. Wilson & Neil Williamson, 2005. — PP. 200—212.);
- «MAXO Signals» // Nature. — 2005. — Vol. 436. — P. 1206.;
- «Remade» // Cosmos. — 2005. — # 3.;
- «Балістичне відставання» (англ. Missile Gap // One Million A.D. / Ed. by Gardner Dozois, 2006. — PP. 283—349.);
- «Лист у часовій капсулі» (англ. Message in a Time Capsule // Flurb: A Webzine of Astonishing Tales. — 2006. — # 2 (Winter 2006 — 2007).);
- «Протокол з'їзду Лейбористської партії, 2016 рік» (англ. Minutes of the Labour Party Conference, 2016 // Glorifying Terrorism / Ed. by Farah Mendelsohn, 2006. — PP. 255—261.);
- «Пімпф» (англ. Pimpf // Jim Baen's Universe. — 2006. — June. — P. 3.);
- «Хобот і безлад» (англ. Trunk and Disorderly // Asimov's Science Fiction. — 2007. — Jan.).
- «На фермі» (англ. Down on the Farm, 2008)

## Премії
| Рік  | Премія                                                | Категорія                    | Твір |
| ---- | ----------------------------------------------------- | ---------------------------- | --- |
| 2005 | «Г'юґо»                                               | Найкраща повість             | «Бетонні джунглі» (англ. The Concrete Jungle) |
| 2006 | Премія «Кружний шлях» у галузі альтернативної історії | Найкращий твір крупної форми | Перші три частини циклу «Князі торгівлі» (англ. The Merchant Princes): «Сімейний бізнес» (англ. The Family Trade), «Потаємна родина» (англ. The Hidden Family), «Корпорація „Клан“» (англ. The Clan Corporate) |
| 2006 | Премія часопису «Локус»                               | Найкращий роман              | «Помилка Lua у Модуль:Не_перекладено у рядку 253: attempt to index local 'neededTitle' (a nil value).» (англ. Accelerando)                                                                                     |
| 2007 | Премія «Прометей»                                     | Найкращий роман              | «Скляний дім» (англ. Glasshouse) |
| 2007 | Премія часопису «Локус»                               | Найкраща повість             | «Балістичне відставання» (англ. Missile Gap) |
| 2008 | «Небесний жайворонок»                                 | За загальний внесок до жанру | |

## Українські переклади
| 2008 | Ще холодніша війна / Чарльз Штросс // Всесвіт. — 2008. — № 5-6. — С. 115 — 139.                                                                               |
| 2019 | Ачелерандо : роман / Ч. Стросс ; пер. з англ. Б. Стасюка. — Тернопіль : Навчальна книга — Богдан, 2019. — 440 с. : іл. — (Серія «Чумацький шлях»).            |
| 2021 | Небо сингулярності : роман / Чарльз Стросс; пер. з англ. Б. Стасюка. — Тернопіль : Навчальна книга — Богдан, 2021. — 336 с. : іл. — (Серія «Чумацький шлях»). |

### Твори
- Твори Чарльза Стросса в Он-лайновій бібліотеці фантастики

### Есеї
- Life's a Game and Then you Die, про майбутнє мережевих комп'ютерних ігор;
- «The High Frontier, Redux», про перспективи космічних подорожей.

### Інтерв'ю
- Інтерв'ю[недоступне посилання з липня 2019] для Bookspotcentral.com (відомих раніше як Fantasybookspot.com) (2008);
- Інтерв'ю записане Лу Андерсом для Infinity Plus;
- Інтерв'ю записане Ніком Ґеверзом для Science Fiction Weekly (2003);
- Фрагменти інтерв'ю для Locus (2003);
- Інтерв'ю записане Джеєм Томіо для Bookspotcentral.com (2006);
- Інтерв'ю записане Мартіном Емпсоном для Socialist Review, повний текст лежить тут (2005);
- міні-інтерв'ю записане Джоном Джозефом Адамсом для SCI FI WIRE (2006);
- Інтерв'ю змодероване Корі Докторовим для The Well (2003);
- Інтерв'ю записане Роджером Дефорестом для HardSF.net (2006).